# キノコホテル
キノコホテルは、日本の女性4人組バンド。英字表記は、KINOCO HOTEL。結成当時はグループ・サウンズ（GS）やガレージパンクなど1960年代後半のロックンロール・サウンドに着想を得た楽曲や衣装、キノコ・ヘアーを特徴としていたが、2011年以降は、長尺な曲も増えさらに複雑な音楽性を展開。公式のプロフィールなどには、サイケデリック、パンク／ニューウェイヴ、プログレッシヴ・ロック、ボサノバといった音楽性が記されている。

## 概要
バンドとしてのコンセプトは、創業当初から、「過激でポップな中毒性の高い大衆」音楽、「いつか視た幻のような既聴感を憶えるありそうでなかった」音楽である。
インディーズ時代にもその独自の存在感で早くから注目を集めており、CDセールスも好調であった。また、メジャーデビュー当初に所属していた「WAX」は、フリクションのレックが名付けた徳間ジャパンのニューウェイヴ・レーベルであり、キノコホテルの加入をきっかけとして10年以上の歳月を経て復活している。
メンバーは「従業員」と呼ばれ、全員マッシュルームカットにミニスカートのミリタリールックという出で立ちで統一されている。赤い制服となったのは2008年夏からで、以降青や黒、ツーピースなどバージョン違いも多数登場し現在に至るまで10数パターン存在する。
ライブを「実演会」、ファンを「胞子」と呼ぶ。
2008年にはザ・ハプニングス・フォー、2009年にはザ・ガリバーズといった1960年代のGSとの共演を果たした。2013年にはムッシュかまやつのステージにマリアンヌ東雲が急遽参加し、「バンバンバン」を披露した。
2009年秋、新宿ロフトにて30日間に渡り開催されたパンク・ロック&ニューウェイヴのイベント、「DRIVE TO 2010」に3回出演している。
2011年には、ギター雑誌『プレイヤー』の2010年 年間人気投票で、国内外新人部門3位を獲得した。
2022年6月、マリアンヌ東雲以外の全従業員の退職を経て1年間実演活動を休止したのち、翌2023年6月に東京キネマ倶楽部にて営業再開。パートタイム従業員として3名の女性プレイヤーを従えて今後は流動的な編成で活動して行くことを、マリアンヌ本人が明かしている。

## メンバー

### 現メンバー
マリアンヌ東雲（まりあんぬしののめ、歌と電気オルガン担当）
12月20日生まれのB型。
キノコホテル支配人であり創業者。オリジナル曲すべての作詞・作曲・編曲を手懸け、音以外のビジュアルやコンセプト面などにおいてもプロデューサー的な役割を担っている。
「ハイヒールで人を踏みつけるのが大好き」「女の子を縄で縛るのが好き」「愛読書は緊縛書」「鞭は身体の一部」などの発言と、高飛車な喋り口調からドSな女王様キャラであるとされている。
過去の打ち上げの席で、共演した某めんたいロック系ミュージシャンから「ガールズバンドであること」を馬鹿にされ、手にしていた茹でたゴーヤを投げつけたことがある。なぜゴーヤを持っていたかは関係者も分からず、今もって謎である。
ステージでは高いところによじ上ったり炭酸ガスを撒いたり（これについては敬愛する遠藤ミチロウの真似だと本人が語っている）共演者の前髪を切り落としたり、破天荒な行動に出ることも度々あり、キノコホテルを「単なる昭和歌謡バンド」と位置づけたがる観衆に対し数々の挑発行為を行なって来た。
左目を見られる事を嫌がる。肉類と酒が好物。酒は主にシャンパンを好む。嫌いなものは甘いもの全般。
2010年から数年間、新宿ロフトの月刊誌『Rooftop』に「悦楽酒場」というコラムを連載していた。
2017年元旦、4年ぶりに業務日誌（ブログ）を再開させた。「マリアンヌ東雲のゲバゲバ黙示録」https://ameblo.jp/marianne-s/
2019年にソロアルバム「Mood Adjuster」をリリース。
2018年より、アーバンギャルドのおおくぼけいと新ユニット「肋骨」を始動。
2020年12月に新バンド「Palastleben」を始動。

### 過去のメンバー
ベアトリーチェ桃山（べあとりーちぇももやま、秘書および電気ベース担当）
キノコホテル創業メンバーのひとり。2008年春に退職。
本郷ケメ子（ほんごうけめこ、広報およびドラム担当）
キノコホテル創業メンバーのひとり。2008年8月25日、新宿紅布のライブを持ってキノコホテルを退職。
また、後述の通り、本郷ケメ子はシャルロット御前崎とダークアイズを結成。解散後、ケメコと改名し60'sガールズバンドThe Cheekysを結成するが、2012年12月31日の東高円寺UFOCLUBのライブを最後にThe Cheekysのドラムスとしての活動を休止。
シャルロット御前崎（しゃるろっとおまえざき、経理および電気ギター担当）
キノコホテル創業メンバーのひとり。2008年10月末に退職。
なお、その後2008年末より本郷ケメ子とシャルロット御前崎は4人組のガールズバンドダークアイズを結成、活動するが、2010年8月31日をもって解散している。
エミーリー追浜（えみーりーおっぱま、ドラムス担当）
本郷ケメ子退職後、次の正式ドラムス担当が決まるまでの約2か月間の臨時雇い。元々はキノコホテルのファンだった。
ジェニファー松井（じぇにふぁーまつい、2008年11月クラダ・シ・キノコ録音時のドラムス）
支配人の銀座時代の先輩。現在は二児の母。プログレッシブ・ロック好き。
アンジェラ勅使河原（あんじぇらてしがわら、クラダ・シ・キノコ録音時のギター）
貿易関係のキャリア・ウーマンとしてスウェーデンに単身赴任中。クラダ・シ・キノコ録音時には休暇を取り来日。60年代ロック好き。
エマニュエル小湊（えまにゅえるこみなと、秘書および電気ベース担当）
12月9日生まれのB型。
秘書というポジション（現在は廃止）を与えられ、マリアンヌの右腕としてプロモーション活動や時に尻拭い役として活動した。愛くるしい容姿で人気を博す。在籍時には「頭から足の先までエマニュエル」という従業員日誌（ブログ）を書いていた。
2008年4月採用。2012年12月9日に退職。
ファビエンヌ猪苗代（ふぁびえんぬいなわしろ、ドラムス担当）
2008年12月採用。2020年2月末に退職。
パトリシア帯広（ぱとりしあおびひろ、電気ベース担当）
ジュリエッタ霧島の無期限休職中の臨時従業員。
クリスティーナ亀吉（くりすてぃーなかめきち、電気ギター担当）
イザベル=ケメ鴨川の実演会欠席中の臨時従業員。
その後2024年よりパートタイム従業員として「クリスティーナ亀有」に改名し復職。現在に至る。
イザベル＝ケメ鴨川（いざべるけめかもがわ、電気ギター担当、2008年秋採用）
9月13日生まれのB型。
もともとフォークロック・シンガーとしてソロ活動をしていたところを拾われる。
吉田拓郎を崇拝しているがベンチャーズやGS好きでもあり、「ケメ入社がきっかけでサーフ調の曲を書くようになった」とマリアンヌはのちに語っている。B級GSの直系を思わせるファズギターを主な特徴とする。
2021年5月22日、左手首TFCC損傷により全治3ヶ月と診断される。経過を見ながら活動を続けていたが、治療に専念するため2022年6月18日の実演会をもって退職。

## 略歴
- 2007年6月24日 - キノコホテル創業（結成）、初めての実演会（ライブ）を秋葉原にて行う。
- 2008年12月 - マリアンヌ東雲、イザベル＝ケメ鴨川、エマニュエル小湊、ファビエンヌ猪苗代のメンバー構成になる。
- 2009年3月15日 - 新宿JAMにて初の単独実演会（ワンマンライブ）。
- 2009年夏 - 矢島美容室の曲「はまぐりボンバー」PVに参加、音楽番組「ミュージックステーション」にもバックバンドとして出演。
- 2009年11月14日 - 六本木Super Deluxeにて単独実演会。
- 2010年2月3日 - 公式ファースト・アルバム『マリアンヌの憂鬱』で徳間ジャパンコミュニケーションズWAXからメジャーデビュー。
- 2010年2月14日 - 下北沢ClubQueにて単独実演会。
- 2010年3月28日 - NHKの音楽番組『MUSIC JAPAN』に出演し、「もえつきたいの」を披露。これが地上波のテレビ番組で初の正式な演奏披露となる。ちなみにこの時はマリアンヌはサビまで全く鍵盤に触れず、ケメ鴨川のギターはシールドがアンプに繋がっていないなど、カラオケである事をアピールしたパフォーマンスだった。正式ではない初出演はテレビ朝日で2008年6月2日放送の『中川ブロードウェイ・ストリート』。この番組内でメンバーチェンジ前のキノコホテルのリハーサル風景が一瞬だけ映っている。
- 2010年5月7日 - 下北沢ClubQueにて単独実演会。
- 2010年8月13日 - RISING SUN ROCK FESTIVAL 2010 in EZOに出演。
- 2010年10月 - 東名阪ツアー「秋の人間狩り」開催。
- 2012年12月5日 - レーベルをヤマハミュージックコミュニケーションズに移し、サード・アルバム『マリアンヌの誘惑』を発表。
- 2012年12月9日 - 四次元の美学ツアー最終日の東京キネマ倶楽部での実演会をもって、エマニュエル小湊が退職（脱退）。
- 2012年12月20日 - 下北沢Club Queにて「東雲音楽工業忘年会」開催。ジュリエッタ霧島が入社（加入）。
- 2013年7月末 - マリアンヌ東雲が旅行先の京都で倒れ左鎖骨骨折、頭部に裂傷を負う。一週間の入院ののち翌8月、ROCK IN JAPAN FESTIVALに包帯をぐるぐる巻きにして登場し話題を呼ぶ。
- 2014年7月24日 - FUJI ROCK FESTIVAL 2014の前夜祭に出演。レッドマーキーを沸かす。マリアンヌがステージで放った「あんた達、どこにテント張ってんのよ？」の一言がこの年のフジロック名言第一位（公式）に選ばれる。
- 2016年7月27日 - レーベルをキングレコードに移し、5作目のフルアルバム『マリアンヌの革命』を発表。
- 2017年6月7日 - 創業10周年を記念し、「総括」としての再録盤『プレイガール大魔境』を発表。
- 2017年6月24日 - 創業10周年記念日。
- 2020年2月3日 - メジャーデビュー10周年記念日。
- 2022年6月18日 - 『サロン・ド・キノコ～厄除け総決算ツアー』東京　神田明神ホール実演会をもって、マリアンヌ東雲以外の従業員がバンドから“退職”した。

## 作品
- シングルとアルバム『マリアンヌの憂鬱』は中村宗一郎がエンジニアを手がけている[3]。
- これまでの全作品はすべてマリアンヌ東雲によるプロデュースで製作された。
- 7thアルバム『マリアンヌの奥儀』では初となる共同プロデュース制を採り、マリアンヌ東雲の指名によって島崎貴光が起用された。

### シングル
| 発売日         | タイトル           | 規格品番 | 収録曲                                                                                        | 備考                              |
| -------------- | ------------------ | -------- | --------------------------------------------------------------------------------------------- | --------------------------------- |
| 2008年05月17日 | 真っ赤なゼリー     | KR-001   | 1. 真っ赤なゼリー 2. 静かな森で〜キノコホテル唱歌〜                                           | キノコレコード                    |
| 2015年09月18日 | 夜の禁漁区         | BQGS-35  | 1. 夜の禁漁区 2. 点滅 3. 恋はモヤモヤ                                                         | VOLT-AGE ライブ会場や通販限定商品 |
| 2018年12月01日 | 有閑スキャンドール | BQGS-53  | 1. 有閑スキャンドール 2. 樹海の熱帯 3. おしゃべりルージュ 4. め・ざ・め                       | VOLT-AGE                          |
| 2020年09月16日 | 赤い花・青い花 e.p | BQGS-55  | 1. 赤い花・青い花 2. 銀色モノクローム 3. マリリン・モンロー・ノーリターン（野坂昭如のカバー） | VOLT-AGE                          |

### 配信限定シングル
| 発売日         | タイトル                | レーベル                               | 収録アルバム     |
| -------------- | ----------------------- | -------------------------------------- | ---------------- |
| 2012年10月31日 | その時なにが起こったの? | ヤマハミュージックコミュニケーションズ | マリアンヌの誘惑 |
| 2013年4月24日  | ノイジー・ベイビー      | ヤマハミュージックコミュニケーションズ | マリアンヌの逆襲 |
| 2015年9月1日   | 夜の禁猟区              | VOLT-AGE records                       |                  |
| 2022年3月25日  | アケイロ                | SOLID RECORDS                          |                  |
| 2022年6月19日  | パビリオン              | SOLID RECORDS                          |                  |

### アルバム
|                    | 発売日         | タイトル                           | 規格品番                                        | 収録曲 | 備考 |
| ------------------ | -------------- | ---------------------------------- | ----------------------------------------------- | --- | --- |
|                    | 2009年6月27日  | サロン・ド・キノコ〜実況録音盤     | BQGSD-20                                        | CD 1. 静かな森で 2. 恋の爆弾 3. 恋のタッチ・アンド・ゴー 4. 恋はふりむかない（リンガーズのカバー） 5. あたしのスナイパー 6. 人魚の恋 7. 夜の花びら 8. キノコホテル唱歌 DVD 1. ネオンの泪 2. 夕焼けがしっている 3. もえつきたいの | VOLT-AGE |
| 1st                | 2010年2月3日   | マリアンヌの憂鬱                   | TKCA-73507                                      | 1. 静かな森で 2. 真っ赤なゼリー 3. もえつきたいの 4. 還らざる海 5. ネオンの泪 6. あたしのスナイパー 7. 夕焼けがしっている 8. キノコホテル唱歌 CDエクストラ:映像作品「もえつきたいの」 | WAXrecords ジャケット写真を変更して、見開き仕様の透明ビニール盤アナログLPを2012年4月にボルテイジよりリリース オリコン最高148位、登場回数3回 |
| 1stmini            | 2010年8月4日   | マリアンヌの休日                   | TKCA-73550                                      | 1. 真夜中のエンジェル・ベイビー（平山三紀のカバー） 2. ピーコック・ベイビー（大原麗子のカバー） 3. 恋は気分（ポピーズのカバー） 4. 恋はふりむかない（リンガーズのカバー） 5. 謎の女B（曽我町子のカバー） 6. 山猫の唄（エルザのカバー） CDエクストラ:映像作品「真夜中のエンジェル・ベイビー」 | WAXrecords ミニアルバム扱い、全曲カルトな歌謡曲のカバー オリコン最高126位                                                                   |
|                    | 2010年10月20日 | クラダ・シ・キノコ                 | BQGS-22                                         | 1. キノコホテル唱歌 2. ネオンの泪 3. 恋のチャンスは一度だけ 4. もえつきたいの 5. 真っ赤なゼリー 6. 夕焼けがしっている 7. 危険なうわさ 8. あたしのスナイパー 9. 静かな森で | VOLT-AGE デビュー前に録音した音源を、文字通り蔵出しの形でリリース オリコン最高188位                                                         |
| 2nd                | 2011年4月6日   | マリアンヌの恍惚                   | TKCA-73633                                      | 1. キノコホテル唱歌Ⅱ 2. 白い部屋 3. 非情なる夜明け 4. 危険なうわさ（淑女仕様) 5. 風景 6. キノコノトリコ 7. 人魚の恋 8. 荒野へ 9. 愛人共犯世界 10. マリアンヌの恍惚 CDエクストラ:映像作品「非常なる夜明け 〜子供は見ちゃダメ編」 | WAXrecords オリコン最高56位、登場回数3回 |
| 3rd                | 2012年12月5日  | マリアンヌの誘惑                   | YCCW-10187                                      | 1. 四次元の美学 2. 球体関節 3. 業火 4. 愛と教育 5. その時なにが起こったの？ 6. エロス＋独裁 7. 恋のチャンスは一度だけ 8. 回転ベッドの向こうがわ 9. 悪魔なファズ 10. ＃84 11. ステファニーの恍惚（シークレット） | ヤマハミュージックコミュニケーションズ レーベル移籍後初の作品 オリコン最高59位                                                              |
| 2ndmini            | 2013年5月1日   | マリアンヌの逆襲                   | YCCW-10197                                      | 1. エレキでスイム（東京ブラボーのカバー） 2. ノイジー・ベイビー（カルメン・マキのカバー） 3. 今夜はとってもいけない娘（泉朱子のカバー） 4. かえせ! 太陽を（『ゴジラ対ヘドラ』のテーマ）（麻里圭子のカバー） 5. すべて売り物（アーントサリーのカバー） 6. 悪魔巣取金愚（休みの国のカバー） | ヤマハミュージックコミュニケーションズ ミニアルバム オリコン最高54位、登場回数3回                                                           |
| 4th                | 2014年5月14日  | マリアンヌの呪縛                   | YCCW-10230/B:限定デラックス盤 YCCW-10231:通常盤 | 1. ボレロ昇天 2. 冷たい街 3. Fの巡回 4. ばら・ばら 5. ゴーゴー・キノコホテル 6. 恋の蟻地獄 7. 完全なる支配 8. セクサロイドＭ 9. 肉体と天使 10. 夜の素粒子 限定デラックス盤DVD 1. Fの巡回 (Live Video) 2. 潜入!呪縛の真相 封入特典 - フィギュア「マリアンニャ様（呪縛Ver）」 - トレーディングカード | ヤマハミュージックコミュニケーションズ 4作目の公式フルアルバム。 オリコンチャート・デイリー10位、ウィークリー16位。                         |
|                    | 2015年1月24日  | マリアンヌの追憶                   | BQGS-31                                         | 1. 静かな森で 2. もえつきたいの 3. ネオンの泪 4. 真っ赤なゼリー 5. キノコホテル唱歌 6. キノコホテル・アネックス 付属DVD:ショートフィルム | VOLT-AGE 初期の音源をメンバーチェンジ後に再録。 ライブ会場や通販限定商品                                                                    |
| 5th                | 2016年7月27日  | マリアンヌの革命                   | KICS-93394:初回限定盤 KICS-3394:通常盤          | 1. 反逆の季節 2. おねだりストレンジ・ラヴ 3. 回転レストランの悲劇 4. てのひらがえし 5. 遠雷 6. 籠の中のアラステア 7. 愛はゲバゲバ 8. 赤ノ牢獄 9. 流浪ギャンブル(メカ仕様) 10. 月よ常しえに 初回限定盤DVD【2015年11月3日 東京キネマ倶楽部】 1. おねだりストレンジ・ラヴ (ミュージック・ビデオ) 2. 遠雷 3. マリリン・モンロー・ノーリターン 4. すべて売り物 5. キノコホテル唱歌 | キングレコード 5作目の公式フルアルバム。 オリコンチャート・ウィークリー36位。                                                               |
| 6th                | 2017年6月7日   | プレイガール大魔境                 | KICS-93494:初回限定盤 KICS-3494:通常盤          | 1. ゴーゴー・キノコホテル 2. 愛人共犯世界 3. 球体関節 4. あたしのスナイパー 5. 悪魔なファズ 6. 荒野へ 7. 還らざる海 8. 愛と教育 9. おねだりストレンジ・ラヴ 10. 風景 11. 惑星マンドラゴドラ 12. キノコノトリコ（シークレット） 初回限定盤DVD 1. 「あたしのスナイパー」Music Video 2. 激写! キノコノウラスジ 3. 魔葫大酒店 in 台湾 早期購入特典・インストゥルメンタルアルバム「胞子大魔境」 1. 愛人共犯世界 2. 球体関節 3. あたしのスナイパー 4. 悪魔なファズ 5. 荒野へ 6. 還らざる海 7. 愛と教育 8. おねだりストレンジ・ラヴ 9. 風景 10. 惑星マンドラゴドラ | キングレコード 10周年記念をしたベストアルバムのような1枚 オリコンチャート・ウィークリー52位。                                               |
|                    | 2017年12月19日 | マリアンヌの閨房                   | BQGS-                                           | 1. 飼い慣らされない女たち（Instrumental） 2. あたしが生まれた水曜日 3. 球体関節（紅天狗mix） 4. おねだりストレンジ・ラヴ 5. Fの巡回（2017お正月mix） 6. 朝焼けの逃亡者（Instrumental） 7. 月よ常しえに 8. 流浪ギャンブル（2017お正月mix） 9. 惑星マンドラゴラ 10. ゲバゲバ大革命のテーマ | VOLT-AGE マリアンヌ東雲による宅録デモ音源集。 ライブ会場及び通販限定商品                                                                    |
| 2nd ライヴアルバム | 2018年1月17日  | 飼い慣らされない女たち〜実況録音盤 | KIZC-441~3:CD2枚組+DVD                          | ディスク1 - CD 1. おねだりストレンジ・ラヴ 2. 球体関節 3. あたしのスナイパー 4. Fの巡回 5. 愛はゲバゲバ 6. 悪魔なファズ 7. 還らざる海 8. 荒野へ 9. 月よ常しえに 10. 白い部屋 11. もえつきたいの ディスク2 - CD 1. 愛人共犯世界 2. セクサロイドM 3. キノコノトリコ 4. ＃84 5. キノコホテル唱歌 6. ゴーゴー・キノコホテル 7. 恋はモヤモヤ 8. 朝焼けの逃亡者 9. 真っ赤なゼリー ディスク3 - DVD 1. SE～飼い慣らされない女たち 2. おねだりストレンジ・ラヴ 3. あたしのスナイパー 4. Fの巡回 5. 悪魔なファズ 6. 荒野へ 7. 月よ常しえに 8. もえつきたいの 9. 愛と教育 10. セクサロイドM 11. キノコノトリコ 12. ＃84 13. キノコホテル唱歌 14. ゴーゴー・キノコホテル 15. 真っ赤なゼリー | キングレコード 2017年6月24日赤坂BLITZで行われた講演を収録。 オリコンチャート・ウィークリー70位。                                            |
| 7th                | 2019年6月26日  | マリアンヌの奥儀                   | KIZC-541:初回限定盤 KIZC-542:通常盤             | 1. 天窓 2. ヌード 3. 愛の泡 4. 東京百径 5. レクイエム 6. 雪待エレジィ 7. 華麗なる追撃 8. 茸大迷宮ノ悪夢 9. 女と女は回転木馬 10. 秘密諜報員出動セヨ 初回限定盤DVD 1. ヌード (ミュージック・ビデオ) 2. メイキング映像 | キングレコード 7作目の公式フルアルバム。 島崎貴光を共同プロデューサーに迎えた。 オリコンチャート・ウィークリー64位。                        |
| 8th                | 2021年7月7日   | マリアンヌの密会                   | CDSOL-1974:初回限定盤                           | 1. 海へ… 2. 愛してあげない 3. キマイラ 4. カモミール 5. 断罪ヴィールス 6. 街が痙攣している 7. わがままトリッパー 8. 莫連注意報 9. エレクトロ・デリケイト 10. 麗しの醜聞 | Solid 8作目の公式フルアルバム。 ジュリエッタ霧島の休職前最後の音源。                                                                        |
| 9th                | 2023年6月14日  | マリアンヌの教典                   | VBCD-0117                                       | 1. 諦観ダンス 2. キネマ・パラノイア 3. 五次元Surfin’ 4. 夜はおあずけ 5. 渚の残像 6. マリアンヌの教典 7. アケイロ 8. 青き斜陽 9. 私の讃美歌 10. 暦日フィナーレ | ウルトラ・ヴァイヴ 9作目の公式フルアルバム。                                                                                                |
| Solo               | 2019年11月6日  | MOOD ADJUSTER                      | VICL-65254                                      | 1. 脱出 2. サバンナ 3. MOOD ADJUSTER 4. プールサイド・プリテンダー 5. せつないあなた 6. ガラスの時間 7. 裁かれる者たちへ 8. グッド・バイ 9. 漂流のサブタレニアンズ 10. 絶海の女 | ビクターエンタテインメント マリアンヌ東雲の初ソロ・アルバム オリコンチャート・ウィークリー-位。                                             |

### コンピレーション
- The Time Was Then Is Now（2009年3月24日 VOLTAGE / TNR002）
  - 恋のタッチ・アンド・ゴー - はつみかんなのカヴァー、及び「静かな森で〜キノコホテル唱歌」も収録。
- 果てしなきグラムロック歌謡の世界（2011年8月3日 King Records / KICS-1685）
  - 恋の爆弾 - 安西マリアのカヴァー。
- A TRIBUTE TO COOLS "GET HOT COOL BLOOD BROTHERS"（2015年8月5日 SOLID RECORDS ULTRA-VYBE, INC / CDSOL-1658）
  - 薔薇の刺青 - クールスのカヴァー。
- MAGICAL MYSTERY COVERS（2018年4月1日 Mushroom Kingdom Record / MKR-006）
  - I FEEL WINE（アイフィールワイン） - THE GOGGLESのカヴァー。

### 参加作品
- パラソル哀歌 / 一青窈（2012年2月29日 配信シングル）

マリアンヌ東雲 - 作曲、編曲、Keyboards
エマニュエル小湊 - Bass
イザベル＝ケメ鴨川 - Guitar
ファビエンヌ猪苗代 - Drums
阿久悠の詞にマリアンヌ東雲が曲をつけ、キノコホテルが演奏を担当した作品。オリジナルアルバムでは一青十色に収録されている。

### その他
- 砂漠 - マリアンヌの恍惚のタワーレコード予約特典CD。1曲入り。中山千夏のカバー。

### 写真集
- モンゼツ!! 生キノコ図録（2011年4月2日:ロフトブックス KHB00K1） - 撮影：齋藤真理、制作総指揮：マリアンヌ東雲

### アナログ盤
| 発売日        | タイトル                  | 規格品番   | 備考                                                                                               |
| ------------- | ------------------------- | ---------- | -------------------------------------------------------------------------------------------------- |
| 2012年4月21日 | マリアンヌの憂鬱          | BBGS-26    | VOLTAGE RECORDS                                                                                    |
| 2013年4月20日 | マリアンヌの誘惑          | XWJW-10001 | ヤマハミュージックコミュニケーションズ                                                             |
| 2013年10月    | マリアンヌの逆襲          | XWJW-10002 | ヤマハミュージックコミュニケーションズ イギ―&ザ・ストゥージズ『RAW POWER』のオマージュジャケット。 |
| 2015年4月18日 | マリアンヌの追憶          | BQGS32     | VOLTAGE RECORDS                                                                                    |
| 2015年4月18日 | マリアンヌの呪縛          | XWJW-10003 | ヤマハミュージックコミュニケーションズ                                                             |
| 2016年4月16日 | 恋はモヤモヤ              | BQGS-37    | VOLTAGE RECORDS                                                                                    |
| 2017年4月22日 | マリアンヌの革命          | BQGS-41    | VOLTAGE RECORDS                                                                                    |
| 2019年6月26日 | プレイガール大魔境        | JSLP114    | KING RECORDS/JET SET                                                                               |
| 2019年6月26日 | 有閑スキャンドール        | BQGS53     | VOLTAGE RECORDS                                                                                    |
| 2019年10月9日 | ヌード/天窓               | JS7S259    | KING RECORDS/JET SET                                                                               |
| 2019年10月9日 | 愛の泡/雪待エレジィ       | JS7S260    | KING RECORDS/JET SET                                                                               |
| 2021年7月17日 | 愛してあげない/夜と導火線 | SD-555     | ウルトラ・ヴァイブ                                                                                 |

## 動画

### その他
| 公開日     | タイトル                                              |
| ---------- | ----------------------------------------------------- |
| 2009/02/07 | ＜「キノコホテルの夜明け」＞ ［キノコ電視台04］       |
| 2009/04/13 | ＜ネオンの泪＞ ［キノコ電視台06］                     |
| 2009/04/14 | ＜恋のチャンスは一度だけ＞ ［キノコ電視台07］         |
| 2009/10/04 | ＜サロン・ド・キノコ～秋の収穫祭＞ ［キノコ電視台09］ |
| 2010/02/03 | ＜「マリアンヌの憂鬱」於・渋谷＞［キノコ電視台11］    |
| 2010/08/03 | ［SPOT］「マリアンヌの休日」                          |
| 2011/02/20 | 白い部屋                                              |
| 2011/02/20 | 非情なる夜明け                                        |
| 2012/12/27 | 『マリアンヌの誘惑』 Trailer                          |
| 2013/03/19 | ＜真っ赤なゼリー＞〜水も滴る好いおんな                |
| 2013/03/23 | ＜キノコホテル唱歌＞〜水も滴る好いおんな              |
| 2017/02/14 | 「ゲバゲバ大革命」 Special Trailer                    |
| 2017/12/22 | 『飼い慣らされない女たち～実況録音盤』トレーラー映像  |
| 2019/06/18 | 「マリアンヌの奥儀」全曲トレーラー                    |

## 出演

### テレビ
- MUSIC JAPAN（NHK総合テレビ、2010年3月28日）
- ヒルナンデス!（日本テレビ、2011年3月31日）
- 音龍門（日本テレビ、2011年4月21日・28日）
- ハッピーMusic （日本テレビ、2011年4月29日） - 非情なる夜明けを披露

### ラジオ
レギュラー
- キノコホテルのラウンジNAMECO（InterFM、2010年7月3日 - 、SPACE TRIAL on Saturday番組内コーナー、27:15〜27:30）

## 関連するグループ
- キノコ学級
2008年、新宿ジャムでの単独実演会で前座を務めた女子高生バンド。メンバーは従業員に若干似た風貌で、演奏力はかなり低め。楽屋での態度が悪くマリアンヌ東雲を怒らせた。メンバーの進学・就職によりバンドは自然消滅。
- 毒キノコホテル
2009年秋に新宿ロフトで行われたDRIVE TO 2010にて、同名義での出演は1回という規定があったにも関わらず複数回出演する事になったため、そのうち1回はこの名義で出演。編成はキノコホテルと同じだが4人とも赤毛に黒の水玉模様という不気味なマッシュルームヘアに黒いワンピースで登場。のちのキノコホテルのステージングに繋がる破天荒なパフォーマンスを見せる。
- 東雲パースペクティヴ
2008年暮れ、UFOCLUBでの年越イベントに出るためにマリアンヌ東雲が入社したてのケメ鴨川とファビエンヌ猪苗代を誘って結成。パンク・ニューウェーヴ色が強くカバー曲中心。マリアンヌが無理矢理オルガンベース＋ボーカルを務め、泥酔しながら演奏。1回限りの活動の予定であったが毒キノコホテルと同じ理由によりDRIVE TO 2010にも出演。この時はエマニュエル小湊も参加。
- オフィス紅天狗
2014年9月に沖縄にて2日間ライブを行う。マリアンヌ東雲とケメ鴨川によるテクノポップ風ユニット。